# Julien Kuypers
Julien Kuypers (Pepingen, 14 augustus 1892 - Vorst, 16 november 1967) was een Belgisch ambtenaar en de voorzitter van de raad van bestuur van de NIR en van de  BRT.

## Levensloop
Als zoon van een hoofdonderwijzer volgde hij de voetsporen van zijn vader en werd hij tot onderwijzer opgeleid aan normaalscholen in Gent en Brussel. Terwijl hij les gaf in Brussel, volgde hij cursussen aan de ULB. In 1915 behaalde hij in Tienen het diploma van regent. 
Hij werd actief in de Belgische Werkliedenpartij en werd in 1920 door Jules Destrée, minister van Kunsten en Wetenschappen (waar ook de bevoegdheid over het openbaar onderwijs onder ressorteerde), in zijn administratie aangeworven als onder-bureauchef en vertaler. Hij zou een hele loopbaan als ambtenaar doorlopen. Als beschermeling van Camille Huysmans werd hij in zijn kabinet opgenomen toen hij in 1925 minister van Kunsten en Wetenschappen werd. Als zijn rechterhand was Kuypers betrokken bij belangrijke onderwijshervormingen, onder meer de vernederlandsing van het lager en middelbaar onderwijs. Dit versnelde zijn bevordering tot inspecteur en tot directeur. Hij vervulde daarna nog kabinetsfuncties bij de socialistische ministers Eugène Soudan (Justitie 1935-36 en Onderwijs 1939-40), Hendrik De Man (Financiën 1936-38), August Balthazar (Openbare Werken 1938-39) en Edgard Blancquaert (Onderwijs 1939). 
In 1930 werd hij lid van de raad van beheer van het Nationaal Instituut voor Radio-omroep (NIR). In 1937 werd hij tot voorzitter benoemd en bleef dit tot in 1960. Ook na de hervorming tot BRT bleef hij voorzitter tot in 1966. 
In 1940, tijdens de Tweede Wereldoorlog, volgde hij zijn minister tijdens de exodus naar Frankrijk. Hij organiseerde er mee de ravitaillering en de huisvesting voor de vele gevluchte Belgen alsook het onderwijs voor hun kinderen. In juli 1940 keerde hij naar België terug, waar hij wegens postverlating door de Duitse bezetter uit zijn functie van directeur op het departement Onderwijs werd ontheven.
Hij gebruikte de vrijgekomen tijd om, samen met Jan Boon, geheime radiozenders te installeren en de contacten met de regering in Londen te verzorgen. Door die regering werd hij, met de steun van Camille Huysmans, tijdens de laatste dagen voor haar terugkeer naar Brussel, op 1 september 1944 benoemd tot secretaris-generaal van het ministerie van onderwijs en wetenschappen benoemd.
In 1953 werden de gebouwen van het ministerie in de Leuvensestraat door een zware brand geteisterd, waarbij achttien ambtenaren het leven lieten en de archieven in de vlammen opgingen. Kuypers werd, onder de druk van de katholieke pers (vooral van La Libre Belgique), door de homogene CVP-regering ambtelijk verantwoordelijk gesteld en geschorst. Het jaar daarop kwam een socialistisch-liberale regering-Achiel Van Acker tot stand en Kuypers werd kabinetschef van de minister van Onderwijs Léo Collard. Hij was nauw betrokken bij het ontwikkelen van een nieuwe wetgeving op het onderwijs, die aanleiding gaf tot de hevige schoolstrijd. Daarnaast werd hij in 1945 benoemd tot buitengewoon gezant en gevolmachtigd minister voor de internationale culturele betrekkingen, zodat hij een voorname rol kon spelen bij internationale organisaties (1957-1962) en bij alle onderhandelingen die België op culturele domeinen voerde.
In 1946 nam hij deel aan de eerste algemene vergadering van de pas opgerichte UNESCO. Hij nam deel aan activiteiten binnen de Raad van Europa (1949), de West-Europese Unie (1957) en de Raad voor Culturele Samenwerking (1962). Hij pionierde in de internationale omroepsamenwerking als voorzitter vanaf 1949 van de Union Internationale de Radiodiffusion.

## Groot-Nederlander
Kuypers was flamingant en aanhanger van de Groot-Nederlandse gedachte. Samen met Camille Huysmans behoorde hij in 1927 tot de opstellers van het Cultureel Akkoord met Nederland.
In 1937 stelde hij op het eerste Vlaamsch Socialistisch Congres, een plan voor om het ministerie van onderwijs te splitsen en culturele autonomie te realiseren.
In 1946 schreef hij de tekst van het eerste Belgisch-Nederlands cultureel akkoord en werd voorzitter van de opgerichte uitvoerende commissie.

## Vrijzinnig engagement
Julien Kuypers, actief vrijmetselaar, was betrokken bij de vorming van de Unie der Vrijzinnige Verenigingen in 1966 en trad op als eerste voorzitter van de Unie, met Karel Cuypers als zijn secretaris. In aanloop naar de oprichting had hij samen met Albert Maertens het initiatief genomen tot een 'Staten-Generaal van de Vrijzinnigheid' in 1965, onder meer naar aanleiding van discussies rond de radio- en tv-uitzendingen van het Humanistisch Verbond, waar niet alle vrijzinnigen zich in konden vinden.

## Letterkundige
Kuypers schreef romans, essays en novellen. Hij was hoofdredacteur van het Nieuw Vlaams Tijdschrift en was studiegenoot van schrijver Raymond Brulez.
In 1925 was hij medeoprichter in Brussel van de Vlaamse Club voor Wetenschappen en Letteren en was er in 1932 voorzitter van. Vanaf 1925 was hij ook lid van de Vlaamse Vereniging van Letterkundigen en werd er bestuurslid.

## Publicaties
- Herman Teirlinck, 1924.
- Het werk van Camille Huysmans, 1928.
- Jacob Cats, agitator, 1930.
- Vertellers uit Vlaanderen: Lode Baeckelmans, Cyriel Buysse, Emmanuel de Bom, Antoon Thiry, Felix Timmermans, 1933.
- Heer van Lembeke, rijd aan, 1942.
- Donderkoppen, 1945.
- Camille Huysmans tachtig jaar, in: Nieuw Vlaams Tijdschrift, 1951.
- Vlaamse negentiende-eeuwse liederen met sociale inslag, in: Verslagen en Mededelingen van de Koninklijke Academie, 1960.
- Kunnen wij als Europeër Vlaming blijven?, 1963.
- De man van Emblem, 1964.